# Рушевине средњовековног манастира Кулине
Рушевине средњовековног манастира Кулине се налазе у насељеном месту Бања на територији општине Зубин Поток, на Косову и Метохији. Представљају непокретно културно добро као споменик културе.
Село Бања такође, територијално припада области Ибарски Колашин са потопљеним засеоком Шпиље у коме се налазе остаци утврђеног манастира са црквом и звоником-кулом по коме је место добило име Кулине. Црква је била великих димензија са апсидом која је споља тространа, а изнутра полукружна. Накнадно су дозидани припрата и ексонартекс, а на њих се наставља кула-звоник. Зидови куле су сачувани и до висине од 7 до 8 метара. Око цркве је велико старо гробље на коме је забележено 150 монолитних надгробних споменика у виду плоча и поклопаца саркофага, великих димензија.

## Основ за упис у регистар
Решење Покрајинског завода за заштиту споменика културе у Приштини, бр. 981 од 29. 12. 1966. Закон о заштити споменика културе (Сл. гласник СРС бр. 3/66).